# Cabildo de Lima

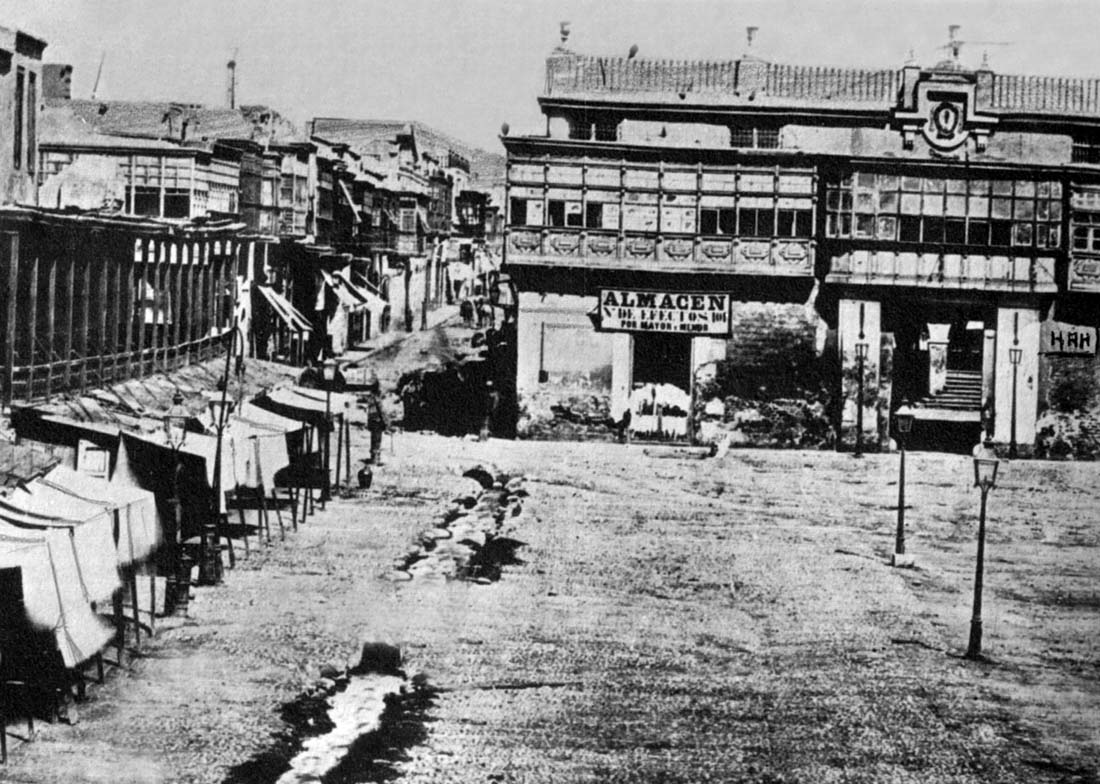
Vista del antiguo Palacio Arzobispal en 1860. En el terreno de dicho palacio estuvo el cabildo desde 1535 hasta 1548.

El Cabildo de Lima fue creado el 22 de enero de 1535, cuatro días después de la fundación de Lima. Casi un año más tarde, por la Real Cédula del 7 de diciembre de 1535, se confirmó la fundación de la Ciudad de los Reyes y la constitución del gobierno municipal.
Con la independencia, José de San Martín dictó el 8 de octubre de 1821 el Estatuto Provisional, que establecía la creación de los municipios republicanos, que en algunos aspectos estructurales y administrativos se asemejaban al cabildo colonial. En 1839 cesó el gobierno municipal delegando algunas funciones a la Intendencia de Policía. Las municipalidades serán reactivadas con la promulgación de la Ley Orgánica Municipalidades del 29 de noviembre de 1856 durante el gobierno de Ramón Castilla.

## Funciones
Las funciones del cabildo eran de carácter administrativo, judicial y económico. En el plano administrativo se encargaba de presidir los espectáculos públicos, vigilar el aseo de la ciudad, organizar el recibimiento de virreyes, cuidar el ornato de las calles y de baja policía. En cuanto a las causas judiciales, administraban la justicia en primera instancia y tenían a cargo la policía de seguridad, dentro de las funciones económicas destacaban la fijación de los precios de alimentos y el control del ingreso a la ciudad de las mercancías necesarias y de la administración de rentas de las propiedades inmuebles.

## Distribución administrativa
En 1564 el gobernador, capitán general y presidente de la Real Audiencia de Lima Lope García de Castro dispuso la supresión de los corregimientos de Lima, Huamanga, Huánuco, Chachapoyas, y San Miguel de Piura, pasando su autoridad a los alcaldes ordinarios de los cabildos. Bajo la jurisdicción del Cabildo de Lima estaba:
- Huaylas
- Chancay (Inicialmente Villa de Arnedo)
- Ica
- Jauja
- Cajatambo (Inicialmente Ámbar y Cajatambo)
- Canta
- Yauyos
- Conchucos
- Huamalíes
- Tarma
- Santa
- Huánuco
- Cañete (creado en 1576)
- Cercado de Lima (creado en 1591)
- Gobierno de Huarochirí (creado 1783)
- Gobierno del Callao

Los corregimientos fueron suprimidos en 1784 por Carlos III, como consecuencia de la revolución de Túpac Amaru II y reemplazados por las intendencias.  Con los corregimientos bajo la adminsitración del Cabildo de Lima, se conformaron la Intendencia de Lima y la Intendencia de Tarma.

## Autoridades
La reunión de los miembros del Cabildo estaba presidida por dos alcaldes, elegidos anualmente. Luego de los primeros años de ocupación estos fueron asumidos por los llamados criollos. Por Real Cédula de 1565,se manda que se privilegie para dichos puestos a los descendientes de los primeros conquistadores y vecinos.

### Alcaldes ordinarios de Lima
Las siguientes listas es la de los alcaldes de primer voto de Lima:

#### DelsigloXVI
- Nicolás de Ribera "El Viejo" y Juan Tello de Guzmán 1535
- Francisco de Godoy y Juan Morgrovejo de Quiñones 1536
- Sebastián de Torres y Francisco Dávalos 1537
- Juan de Barbarán y Hernando de Montenegro 1538
- Domingo de la Presa y Francisco Herrera 1539
- Martín Pizarro y Juan Fernández 1540
- Juan de los Barrios y Alonso Palomino (ambos ausentes)[6] / 
Alonso Martín de Don Benito[6] y Ruy Barba Cabeza de Baca[6] 1541[6]
- Francisco de Godoy y Francisco Rodríguez 1542
- Juan de Barbarán y Pedro de Navarrete 1543
- Francisco Ampuero y Alonso Palomino 1544
- Antonio de Ribera y Pedro Martín de Sicilia 1545
- Antonio de Rivera y Nicolás de Ribera "El Viejo" 1546
- Martín Pizarro y Juan Fernández 1547
- Andrés de Siancas y Gregorio da Silva 1548
- Pedro Portocarrero y Ruy Barba Cabeza de Baca 1549
- Francisco Velásquez de Talavera y Sebastián Gonzáles de Merlo 1550
- Jerónimo de Silva y Alonso Martín de Don Benito 1551
- Antonio de León y Martín Pizarro 1552
- Francisco Velásquez de Talavera y Pedro de Zárate 1553
- Nicolás de Ribera "El Viejo" y Diego Pizarro de Olmos 1554
- Rodrigo Niño y Jerónimo Da Silva 1555
- Hernando de Montenegro y Ruy Barba Cabeza de Baca 1556
- Muñoz Dávila y Jerónimo de Silva 1557
- Vasco de Guevara y Rodrigo Niño 1558
- Jerónimo de Silva y Diego Pizarro de Olmos 1559
- Sebastián Sánchez de Merlo y Gómez Carabantes Mazuelas 1560
- Lorenzo Estupiñán de Figueroa y Álvaro de Torres 1561
- Francisco Velásquez de Talavera y García de León 1562
- Muñoz Dávila y Antonio de Rivera 1563
- Gómez Carabantes de Mazuelas y Lorenzo Estupiñán de Figueroa 1564
- Ordoño de Valencia y Álvaro de Torres 1565
- Francisco Velásquez de Talavera y Juan de Cadahalso Salazar 1566
- Gómez Carabantes de Mazuelas y Bernardo Ruiz 1567
- Álvaro de Torres y Martín Ruiz de Marchena 1568
- Antonio de Rivera y Francisco de Zárate 1569
- Juan de Cadahalso Salazar y Juan de la Rinaga 1570
- Francisco de Ampuero y Juan Ruiz 1571
- Álvaro de Torres y Diego Porras Sagredo 1572
- Agustín Ramírez de Molina y Pedro de Vega 1573
- Sancho de Rivera y Francisco de Ampuero 1574
- Antonio Navarro y Diego de Porras Sagredo 1575
- Diego de Carvajal y Juan de la Rinaga 1576
- Juan Maldonado de Buendía y Agustín Ramírez de la Molina 1577
- Juan de Caldahaso Salazar y Garci Pérez de Salinas 1578
- Pedro de Zarate y Antonio de Meneses 1579
- Juan de Cadahalso Salazar y Diego Porras Sagredo 1580
- Juan Maldonado de Buendía y Francisco de Aliaga de los Ríos 1581
- José de Rivera y Garci Pérez de Salinas 1582
- Juan de Cahaldaso Salazar y Martín Alonso de Ampuero 1583
- Jerónimo de Guevara y Garci Barba Cabeza de Baca 1584
- Juan Fernández y Domingo de Garro 1585
- Francisco de Quiñones 1586-1589
- Juan de Barrios y Pedro de Santillán 1590
- Francisco de Mendoza Manrique y Melchor de Cadahalso Salazar 1591
- Jerónimo de Guevara y Damián de Meneses 1592
- Pedro de Zárate y Juan Fernández de Ulloa 1593
- Juan Bayon de Campomanes y Domingo de Garro 1594
- Francisco de Cárdenas y Martín Alonso de Ampuero 1595
- Juan de Cadahalso Salazar y Domingo de Garro 1596
- Fernando Niño de Guzmán y Antonio Dávalos 1597
- Alonso de Vegas Carvajal y Lope de Mendoza 1598
- Domingo de Garro y José de Rivera 1599
- Juan Dávalos de Rivera y José de Agüero 1600

#### DelsigloXVII
- Francisco de la Cueva y Fernando de Córdova y Figueroa 1601
- Diego de Carvajal y Domingo de Garro 1602
- Francisco de Quiñones y Juan Dávalos de Rivera 1603
- Fernando de Córdova y Figueroa y Pedro de Zárate 1604
- Domingo de Garro y Rodrigo de Guzmán y Tobar 1605
- Diego de Portugal y Lope de Mendoza 1606
- José de Rivera y Luis Castilla Altamirano 1607
- Juan de la Cueva Villavicencio y Antonio de Monroy 1608
- Juan Dávalos de Rivera y Fernando de Córdova y Figueroa 1609
- José de Rivera y Lope de Mendoza 1610
- José de Rivera y Pedro Gutiérrez de Mendoza 1611
- Luis de Larrinaga y Salazar y Bartolomé de Osmayo y Velasco 1612
- Juan de Zárate y Francisco de Sosa 1613
- Alonso de Mendoza Hinojosa y Antonio Ulloa Contreras 1614
- Fernando de Córdova y Figueroa y Juan Arévalo de Espinosa 1615
- Enrique de Castillo Fajardo y Juan de la Cueva y Villavicencio 1616
- Juan Arévalo de Espinosa y Diego de Carvajal 1617
- Juan de Zárate y Diego de Ayala y Contreras 1618
- José de Rivera y Ávalos y Diego de Carvajal 1619
- Pedro de Bedoya y Guevara y Luis Fernández de Córdova 1620
- José de Rivera y Ávalos y Juan Arévalo de Espinosa 1621
- Leandro de Larrinaga Salazar y Jerónimo de Aliaga de los Ríos 1622
- Luis Fernández de Córdova y Antonio de Morga 1623
- Juan de los Ríos y Berriz y Pedro Bedoya y Guevara 1624
- Antonio de Ulloa y Contreras y Francisco Gutiérrez Flores 1625
- Pedro de Aliaga Sotomayor y Juan de la Cueva y Villavicencio 1626
- Luis de Mendoza y Rivera y Juan de la Cueva, El Mozo 1627
- Juan de Guzmán Luna y Juan de la Serna Montalvo 1628
- José de Rivera y Ávalos y Pedro Aliaga de Sotomayor 1629
- Juan de los Ríos y Berriz y Pedro de Vedota y Guevara 1630-1631
- Gabriel de Acuña Verdugo y Luis de Mendoza y Rivera 1632-1633
- Juan de Mendoza y Castilla; García de Ijar Mendoza y Fernando de Castilla Altamirano 1634
- Pedro de Vega, Antonio Gedler Calatayud y Antonio de la Daga y Vargas 1635
- Luis de Carvajal Marroquí; Pedro de la Cueva y Juan de Valencia 1636
- Iñigo López de Zúñiga y Domingo de Olea 1637-1638
- Pedro José de Castro Isagasa y Diego Fajardo Campoverde 1639
- Alonso Paredes y Juan de los Ríos y Berriz 1640
- Rodrigo de Vargas Carvajal y Felipe Espinosa y Mieses 1641
- José Delgadillo de Sotomayor y Fernando de Castilla Altamirano 1642
- Pedro Lescano de Centeno y Tomas Avendaño 1643
- Bartolomé de Hazaña y Álvaro de los Ríos Villafuerte 1644
- Gabriel de Castilla y Lugo y Juan de Figueroa 1645
- Nicolás Flores y Aguilar y Luis de Carbajal Marroquí 1646
- Pedro Bedoya de Guevara y Francisco Arce de Sevilla 1647
- Ordoño de Zamudio y Álvaro de los Ríos y Berriz 1648
- Luis Mendoza de Carvajal y José de Mendoza y Castilla 1649
- Pedro de la Cueva y Gabriel de Castilla y Lugo 1650-1651
- Francisco de la Cueva y Guzmán y José Delgadillo de Sotomayor 1652-1653
- Pedro José de Castro Isagasa y Bartolomé de la Hazaña 1654
- Felipe de Espinosa y Mieses e Iñigo López de Zúñiga 1655
- Juan Ochoa Salmerón y Luis de Sandoval y Guzmán 1656
- Nicolás F. de Villavicencio y Diego Bermudes de la Torre 1657
- Gabriel de Vega y Rinaga y Antonio Bravo Lagunas 1658-1659
- José Delgadillo de Sotomayor y Gabriel de Castilla y Lugo 1660
- Alonso de la Cueva Mesía y Sebastián Navarrete 1661
- Fernando de Castilla Altamirano y José de Vega y Rinaga 1662
- José de Torres y Padilla "El Viejo" y Francisco Sarmiento de Pastrana 1663
- Amador de Cabrera Ulloa y Bartolomé de la Hazaña 1664
- Juan de la Celda Verdugo y Tomas Barreto de Castro 1665
- Gabriel de Castilla y Lugo y José de Méndez y Castilla 1666
- Juan de la Presa y de la Cueva y José de Torres y Zúñiga 1667
- Bartolomé de Hazaña e Iñigo de Torres y Zúñiga 1668
- Diego de Carvajal y Vargas y Álvaro de los Ríos Villafuerte 1669
- Martín de Zavala y de la Maza y Francisco Mejía Ramón 1670
- García de Ijar y Mendoza y Antonio de Campos Marín de Benavides 1671
- Alonso Lazo de Vega y José de Vega y Rinaga 1672
- Fernando de Córdova Sande y Francisco de la Cueva y Guzmán 1673
- Gil de Cabrera y Dávalos y Juan de Castilla y Alarcón 1674
- García de Híjar y Mendoza y Pedro Lascano Zenteno de Baldés 1675
- Luis Antonio Bejarano Fernández de Córdoba y José de Castro Isásaga 1676
- José de Agüero y Añasco y Nicolás Dávalos de Ribera 1677
- Gabriel de Castilla y Lugo y Francisco Delgadillo y Sotomayor 1678
- Juan de la Presa y de la Cueva y Juan de Urdanegui 1679
- Juan Nicolás Roldán Dávila y Fernando Perales y Saavedra 1680
- Ordoño de Zamudio y Melchor Malo de Molina y Vique 1681
- Sancho de Castro y Melchor Malo de Molina y Aliaga 1682
- Alonso Lasso de la Vega y Diego Manrique de Lara 1683
- Nicolás Dávalos de Ribera y Juan de la Celda Verdugo Barba 1684
- Rodrigo Villela y Esquivel y Fernando de Espinoza y Pastrana 1685
- Íñigo de Torres y Zúñiga y Diego Manrique de Lara 1686
- José de Agüero y Añasco y Pedro Zegarra de Guzmán 1687
- Diego Hurtado de Mendoza y Rodrigo de Mendoza y Ladrón de Guevara 1688

#### DelsigloXIX
- José Álvaro Cabero y José Ignacio Francisco Javier Palacios Aguirre 1804
- Francisco de Alvarado y José Antonio de Errea 1805
- Manuel de Villar y Domingo de Orué y Mirones 1806
- Gaspar de Cevallos y Calderón y Antonio Álvarez Villar 1807-1809
- Fernando Carrillo de Albornoz y Salazar y José Matias Vásquez de Acuña y Menacho 1810
- Andrés de Salazar y Muñatones y José Bernardo de Tagle Isasaga 1811-1812
- José Cabero y Salazar José Ignacio Francisco Javier Palacios Aguirre 1813
- Juan Bautista de Lavalle y José María Sancho Dávila 1814
- José Antonio de Errea y Francisco Moreyra y Matute 1815-1816
- Isidro de Cortázar y Abarca y Manuel de la Puente y Querejazu 1817-1818
- José Manuel Blanco de Azcona y Tomás de la Casa y Piedra 1819-1820
- Isidro de Cortázar y Abarca y José María Galdeano y Mendoza 1821
- Felipe Antonio Alvaradoy Francisco Carrillo y Mudarra 1822
- Juan de Echevarria y Ulloa y Francisco de Mendoza Ríos y Caballero 1823
- Francisco de Mendoza Ríos y Caballero y Manuel Carrión 1824
- José María Galdeano y Francisco de Mendoza Ríos y Caballero 1825
- Manuel de Salazar y Vicuña y Pascual Antonio de Gárate 1826-1828
- Mariano Gárate y Julián Piñeyro 1829
- Julián Piñeyro y Martín Magan 1830
- Martín Magan y Mariano Manfarres y Muchotrigo 1831
- Mariano Manfarres y Muchotrigo y Francisco de Mendoza Ríos 1832
- Francisco de Mendoza Ríos y Pascual Antonio de Gárate 1833
- Pascual Antonio Gárate y José Valerio Gassols 1834-1835
- Pedro Reyna y Manuel Menéndez 1836
- Receso de la Municipalidad 1837
- Pedro Reyna y Manuel Menéndez 1838-1839
- Cese de las Municipalidades, son sustituidas por Intendencias Municipales 1840-1856

## Sede de gobierno
Al principio el cabildo funcionó en la Casa de Pizarro pasando luego a la residencia de los Oidores Andrés de Cianca y Pedro Maldonado, posteriormente el local de la Municipalidad, en las últimas semanas de octubre de 1535, se instaló en un terreno de propiedad del Veedor García de Salcedo, donde actualmente se encuentra el Palacio Arzobispal pero, debido a que se precisaba de más espacio para que la Catedral de Lima sea más grande, fue trasladado en 1548 al terreno que fue propiedad de Hernando Pizarro, donde estaba la waka del cabildo que tenía un corral de llamas, y que es donde se encuentra el edificio municipal actual.
La edificación del ayuntamiento colonial era sencilla y la historia de su construcción ha sido accidentada. El maestro Diego de Torres fue el encargado de levantar el primer edificio del cabildo de Lima y en 1549 comenzó aceleradamente la obra, junto a dos esclavos negros adquiridos especialmente para reforzar su trabajo, porque debía terminarse antes de la llegada de don Antonio de Mendoza, segundo Virrey del Perú, que estaba prevista para el 23 de septiembre de 1551. Las casas del cabildo construidas por el maestro Diego de Torres fueron hechas con moldura de ladrillo y altos de madera "al uso de España". Poco después, en 1555, Cristóbal Garzón y Diego de Almagro tomaron a su cargo el nuevo edificio.
En los años siguientes continúan arreglos menores como el enmaderado y cobija. José de la Riva Agüero afirma que para entonces el edificio se había desplomado por haberse construido mal.
Los miembros del cabildo han presenciado, desde los antiguos balcones del ayuntamiento colonial, procesiones, corridas de toros y autos de fe. En la historia del Santo Oficio limeño se recuerda el auto de fe realizado el domingo 5 de abril de 1592, para el cual el cabildo construyó un estrado de madera. 
Hacia 1628, el padre Bernabé Cobo describe en su "Historia de la Fundación de Lima" el aspecto del cabildo limeño y apunta:

"Debajo de estos portales caen la cárcel de la ciudad, con su capilla que es tan grande y bien adornada y servida que se puede llamar iglesia, y los oficios de los escribanos, en especial del cabildo en cuya puerta hacen audiencia los alcaldes ordinarios".

El edificio del cabildo se caracterizó, desde los años 1596 - 1604 (periodo de gobierno del Virrey Luis de Velasco y Castilla), por su galería abierta en el segundo piso, sobre los portales de escribanos.
Según noticias de don Manuel de Odriozola, la noche del 11 de febrero de 1696 se desplomó el puente sobre el Rímac, causando una inundación en la plaza mayor y "como los protocolos los tuviesen en el suelo, y no en estantes por lo escasa y cara que era la madera, se pudrieron instrumentos de imposiciones y fundaciones de capellanías y mayorazgos, cuya reposición fue muy difícil y costosa".
Pero los destrozos más grandes que sufrió el cabildo colonial los causó el terremoto del 28 de octubre de 1746, que destruyó el 90% de las edificaciones civiles coloniales.
Los viajeros del siglo XIX dan pocas noticias sobre el modestísimo cabildo de Lima; ellos estuvieron tal vez deslumbrados por la suntuosa arquitectura religiosa que podía verse, en la época de la declaración de la independencia, en julio de 1821, la edificación del cabildo limeño debió parecerle muy asiática al viajero inglés Alexander Caldcleugh quien la describió así:

"El cabildo ocupa la tercera parte de la plaza con su arquitectura que imita a la arquitectura china".

El viajero francés Gabriel Lafond (1822) y el viajero británico Robert Proctor (1823) describen el portal del cabildo cubierto de tiendas y cajones de comercio que dificultan el tránsito. 
Luego de la independencia del Perú, el edificio municipal fue varias veces construido y reconstruido en la ubicación del cabildo limeño.